# Kielmeyera sigillata
Kielmeyera sigillata é uma espécie de planta do gênero Kielmeyera e da família Calophyllaceae.

## Taxonomia
A espécie foi descrita em 1984 por Nagib Saddi.

## Forma de vida
É uma espécie terrícola, arbustiva e arbórea.

## Descrição
| Raiz                                | Raiz                                                                                              |
| ----------------------------------- | ------------------------------------------------------------------------------------------------- |
| tipo raiz                           | similar a xilopódio                                                                               |
| Caule                               |                                                                                                   |
| orientação                          | ereto                                                                                             |
| Folha                               |                                                                                                   |
| textura                             | cartácea/subcoriácea                                                                              |
| cor                                 | discolor/não glauca                                                                               |
| mancha avermelhada limbo            | ausente                                                                                           |
| forma                               | elíptica/oblonga/oboval                                                                           |
| ápice                               | emarginado/obtuso/retuso                                                                          |
| base                                | cuneada/obtusa                                                                                    |
| margem                              | não revoluta                                                                                      |
| glândula                            | presente e esférica                                                                               |
| Inflorescência                      |                                                                                                   |
| bráctea                             | caduca                                                                                            |
| tipo                                | botrióide e com mais de 3 flor por inflorescência/cimeira e com mais de 3 flor por inflorescência |
| Flor                                |                                                                                                   |
| cor do cálice                       | verde                                                                                             |
| sépala interna e externa            | subiguais                                                                                         |
| pétala                              | fortemente assimétrica                                                                            |
| cor corola                          | branca                                                                                            |
| antera                              | ereta e com teca não locelada                                                                     |
| glândula na antera                  | presente , apical e inconspícua                                                                   |
| grão de pólen                       | tétrades/políade                                                                                  |
| indumento ovário e / ou no estilete | ausente                                                                                           |

## Conservação
A espécie faz parte da Lista Vermelha das espécies ameaçadas do estado do Espírito Santo, no sudeste do Brasil. A lista foi publicada em 13 de junho de 2005 por intermédio do decreto estadual nº 1.499-R.

## Distribuição
A espécie é encontrada no estado brasileiro de Espírito Santo.
A espécie é encontrada no domínio fitogeográfico de Mata Atlântica, em regiões com vegetação de floresta ombrófila pluvial.